# Змія Богерта
Змія Богерта (Bogertophis) — рід неотруйних змій родини Вужеві. Має 2 види. Отримав назву на честь американського герпетолога Чарльза Богерта. Інша назва «північноамериканська щуряча змія».

## Опис
Загальна довжина представників цього роду коливається від 85 см до 1,6 м. Голова досить вузька. Мають великі очі з круглими зіницями. Тулуб довгий та стрункий з кілеватою лускою. Забарвлення здебільшого коричневого, червоного, помаранчевого, сріблястого, світло—жовтого кольорів. Однією з відмінностей поміж видами є наявність та розмір темних плям або смуг.

## Спосіб життя
Полюбляють пустелі та напівпустелі, скелясті місцини. Активні вночі. Харчуються мишоподібними, ящірками, кажанами.
Це яйцекладні змії. Самиці відкладають до 11 яєць.

## Розповсюдження
Мешкає на південному заходу США та на півночі Мексики.

## Види
- Bogertophis rosaliae
- Bogertophis subocularis